# Brunswick Marine
Pour les articles homonymes, voir Brunswick.
 (février 2017).
Si vous disposez d'ouvrages ou d'articles de référence ou si vous connaissez des sites web de qualité traitant du thème abordé ici, merci de compléter l'article en donnant les références utiles à sa vérifiabilité et en les liant à la section « Notes et références ».
Brunswick Marine in EMEA (Europe, the Middle East and Africa) est la filiale européenne du Groupe Brunswick (Brunswick Corporation).